# Amrapalia multimaculata
Amrapalia multimaculata är en stekelart som först beskrevs av Cameron 1905.  Amrapalia multimaculata ingår i släktet Amrapalia och familjen brokparasitsteklar. Inga underarter finns listade i Catalogue of Life.